# Luisa ist hier!
Luisa ist hier! ist ein Hilfsangebot für Frauen und Mädchen bei sexueller Belästigung. Die Kampagne wurde im Dezember 2016 vom Münsteraner Frauen-Notruf gestartet und ist mittlerweile in mehreren Bundesländern Deutschlands verbreitet. Sie ist in der Schweiz in Zürich, Winterthur, Basel, Aarau und Luzern und in Österreich neben Innsbruck und Salzburg in mehreren Städten in Tirol sowie als eigenständiges Projekt in Amstetten und Graz vertreten.

## Konzept
Vorbild ist das aus dem englischen Lincolnshire stammende Projekt Ask for Angela, dessen Konzept für Deutschland modifiziert wurde. Der Projektname „Luisa“ wurde unter anderem wegen seiner Wortbedeutung „die Kämpferin“ ausgewählt. „Luisa“ enthält einen Kopfton und wäre dadurch auch in lauter Umgebung gut zu verstehen.
Luisa ist hier! ist Teil der vom Frauen-Notruf Münster initiierten Präventionskampagne „Sicher feiern“ und bietet direkte, niederschwellige Hilfe bei sexueller Belästigung und sexualisierter Gewalt gegen Frauen und Mädchen. Mit der Frage „Ist Luisa hier?“ können sich Gäste in Bars und Clubs an das Personal der teilnehmenden Lokale wenden. Die Frage fungiert als Code, um bei Belästigung, Bedrohung oder Angst vor Übergriffen ohne weitere Erklärung Hilfe zu erhalten. Die Code-Frage soll dabei nicht die Intention des Fragenden verschleiern, sondern es vereinfachen, um Hilfe zu fragen. In einem Rückzugsort, wie einem Personalraum, kann die benötigte Hilfe präzisiert werden, etwa ob Freunde gerufen werden sollen, Sachen vom Platz geholt werden sollen, eine Begleitung zum Taxi gebraucht wird oder die Polizei informiert werden soll. Das Hilfsangebot wurde für Frauen konzipiert, aber auch Männer können nach Hilfe fragen. Durch gut sichtbare Plakate und Flyer im Lokal sowie Spiegel- und Türaufkleber in den Sanitärräumen für die weiblichen Gäste wird auf diese Möglichkeit hingewiesen. Mitarbeitende des Frauen-Notrufs schulen in Teamsitzungen das Personal, informieren über das Projekt und gehen anhand des Handlungsfadens den Ablauf durch. Regelmäßig werden Informationsschreiben verschickt.
Darüber hinaus wird durch die Kampagne „ein deutliches Zeichen, dass sexualisierte Gewalt und Belästigung weder verharmlost noch toleriert werden“ gesetzt und „(potentiellen) Tätern eine deutliche Grenze aufgezeigt“. „Betroffenen Frauen wird vermittelt, dass sie ein Recht auf Hilfe, Unterstützung und Wehrhaftigkeit haben und dass sie nicht allein sind/gelassen werden“.

## Entwicklung und Verbreitung
Aufgrund der Nachfrage anderer Frauen-Notrufe und Frauenberatungsstellen entwickelte der Frauen-Notruf Münster Materialien zur Umsetzung der Kampagne sowie ein Corporate Design und einen Lizenzvertrag zur Übernahme des Konzeptes. Er richtete eine überregionale Website zum Projekt ein und im März 2017 die Koordinierungsstelle Luisa zur Bearbeitung der Übernahmeanfragen und Betreuung der teilnehmenden Einrichtungen. Im Frühjahr 2019 wurde Luisa ist hier! beim Deutschen Patent- und Markenamt als Marke eingetragen.
Der Handlungsleitfaden entstand in Kooperation mit dem Landeskriminalamt Nordrhein-Westfalen und wurde für die teilnehmenden Gastronomen um polizeiliche  Hinweise ergänzt.
Frauen-Notrufe und Frauenberatungsstellen in der jeweiligen Region übernehmen die Ausgabe von Informationsmaterialien und Schulung des Personals der sich beteiligenden Lokalitäten sowie die Öffentlichkeitsarbeit. Die Kampagne kann durch Gastronomieverbände, Gleichstellungsstellen oder Arbeitskreise übernommen werden, wenn ein Frauen-Notruf oder eine Frauenberatungsstelle beteiligt ist, nicht aber von politischen Parteien oder Vereinigungen.
Nach dem Start im Dezember 2016 stieß die Kampagne auf große Resonanz. Bis Februar 2017 gab es deutschlandweit aus 40 Städten Anfragen an den Frauen-Notruf Münster um das Konzept für die eigene Region zu übernehmen. In Münster selbst beteiligten sich zu diesem Zeitpunkt 30 Lokale, im Folgejahr wuchs die Zahl auf knapp 50 an. Ende 2017, Anfang 2018 bzw. April 2019 startete die Kampagne in Winterthur, Zürich und Luzern in der Schweiz. Im März und Juni 2019 kam sie mit Innsbruck und Graz (eigenständiges Projekt) erstmals nach Österreich. Nach Innsbruck wurde die Kampagne seit 2022 auf ganz Tirol ausgeweitet.
An der Kampagne beteiligen sich:
- Baden-Württemberg: Bodenseekreis, Freiburg, Heidelberg, Heilbronn, Mannheim, Pforzheim, Stuttgart
- Bayern: Augsburg, Bamberg,[20] Coburg, Ebersberg, Erlangen, Freising, Ingolstadt, Landshut, Lindau,[21] Memmingen, Neu-Ulm, Nürnberg, Passau, Landkreis Pfaffenhofen an der Ilm, Schweinfurt
- Hessen: Darmstadt, Fulda, Landkreis Waldeck-Frankenberg, Wiesbaden
- Niedersachsen: Landkreis Celle, Landkreis Diepholz, Lingen, Landkreis Lüchow-Dannenberg, Meppen, Nienburg, Oldenburg, Osnabrück, Landkreis Vechta[22]
- Nordrhein-Westfalen: Arnsberg,[23] Bochum, Bonn, Coesfeld, Dinslaken, Dortmund, Düsseldorf, Emsdetten, Ennepe-Ruhr-Kreis, Essen, Euskirchen, Gelsenkirchen, Hagen, Hamm, Hilchenbach, Kreis Kleve, Kreis Unna, Kreis Viersen, Kreuztal, Leverkusen, Mettmann, Moers, Mönchengladbach, Münster, Neuss, Overath, Oberhausen, Olpe, Paderborn, Ratingen, Recklinghausen, Rheine, Rheinisch-Bergischer Kreis, Siegen, Solingen
- Saarland: Beckingen, Saarbrücken
- Sachsen: Leipzig
- Schleswig-Holstein: Flensburg, Lübeck, Sylt
- Thüringen: Jena
- Österreich: Innsbruck, Kufstein, Landeck, Salzburg,[24] Schwaz, St. Anton am Arlberg, Wattens, Westendorf, Wörgl
- Schweiz: Aarau, Basel, Luzern, Winterthur, Zürich[25] (Stand April 2023)

## Ähnliche Kampagnen
Deutschland
- Nach dem Vorbild von Luisa ist hier! startete im Februar 2018 in Tübingen die Kampagne Arbeitet Uli heute? Das von der Stadtverwaltung entwickelte Projekt, für das Mitarbeiter von 30 Lokalen geschult wurden, soll nicht nur bei sexueller Belästigung, sondern auch bei rassistischen Angriffen die einfache Ansprache des Personals ermöglichen.[26]
- Eine nach dem Münsteraner Vorbild im Jahr 2017 eingerichtete Kampagne in Bremen, die mit dem Slogan Ist Luisa da? und mit eigenem Plakatdesign auftrat, wurde gestoppt, nachdem der Frauen-Notruf Münster für die Kampagne Markenschutz geltend machte. Eine Unterlassungserklärung des Bremer Projekts wurde am 15. August 2019 von der Beratungsstelle Frauen-Notruf Münster angenommen.[11][27][28][29] Im November 2021 wurde für Bremen und Bremerhaven das Projekt Kennst du Mika? gestartet.[30]

Österreich
- In Vorarlberg startete am 23. April 2017 das Projekt Lotta mit dem Code „Ist Lotta da?“ als Initiative der Programmzeitung WANN & WO und dem Verein Amazone.[31]
- Graz und Amstetten bieten seit 2019, bzw. 2022, ein gleichlautendes, vom Münsteraner Netzwerk unabhängiges „Luisa ist da!“-Projekt an.[32][33][34]